# 오너 (프로게이머)
오너(본명: 문현준, 2002년 12월 24일~)는 대한민국의 리그 오브 레전드 프로게이머로 아이디는 Oner이다. 포지션은 정글이며 T1(2020. 12.~)에서 활동하고 있다.

## 선수 생활
2020년 3월 T1의 아카데미 팀에 입단했다.
2021시즌을 앞두고 T1의 1군팀으로 콜업되었다. 스프링 시즌 초반에는 커즈와 엘림의 서브로 활약했다. 2021년 2월 21일에 치러진 리브 샌드박스와의 경기에서 프로 데뷔전을 치렀다. 2021년 서머 시즌에는 시즌 시작 시점에는 서브 선수 위치에 있었다. 하지만 시즌 중반부 이후 팀의 주전 정글러로 도약했다. 리그 오브 레전드 월드 챔피언십 2021에는 로스터에 포함되면서 참가했다. 오너는 해당 대회에서 팀의 주전 정글러로 활동하면서 팀의 4강 진출에 기여했다.
2022시즌을 앞두고 포지션 경쟁을 하던 커즈와 엘림이 모두 팀을 떠남에 따라 자연스럽게 팀의 주전 정글러로 낙점되었다. 스프링 시즌 팀의 주전 정글러로 활동하면서 팀의 스프링 정규시즌 전승에 기여했다. 이후 결승전에서 Gen.G를 꺾고 우승을 차지함에 따라 커리어 첫 우승을 경험했다. 오너는 결승전 MVP로 선발되었다.

## 소속팀
| # | 팀명 | 소속 기간     | 소속 리그 | 비고 |
| - | ---- | ------------- | --------- | ---- |
| 1 | T1   | 2020. 12. 2.~ | LCK       |      |

## 수상 내역

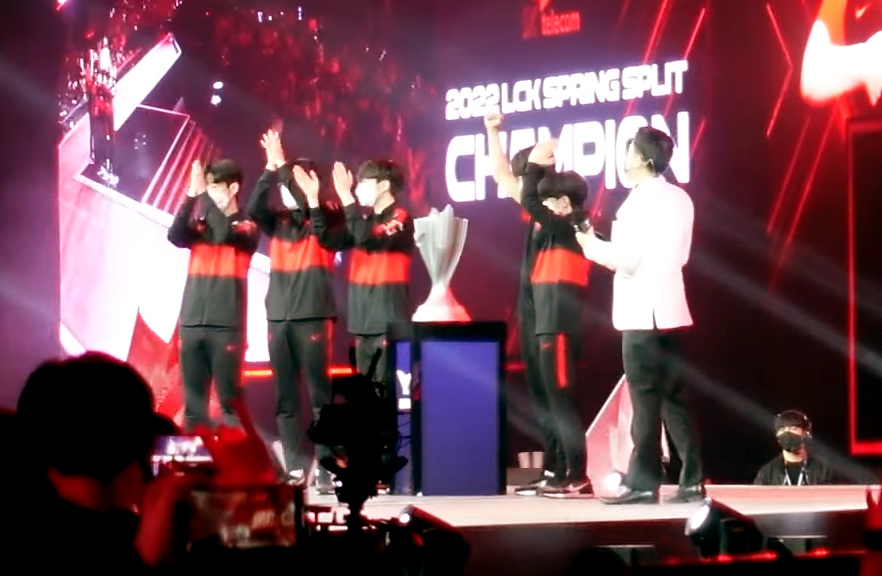
2022 LCK 스프링 전승 우승 사진.

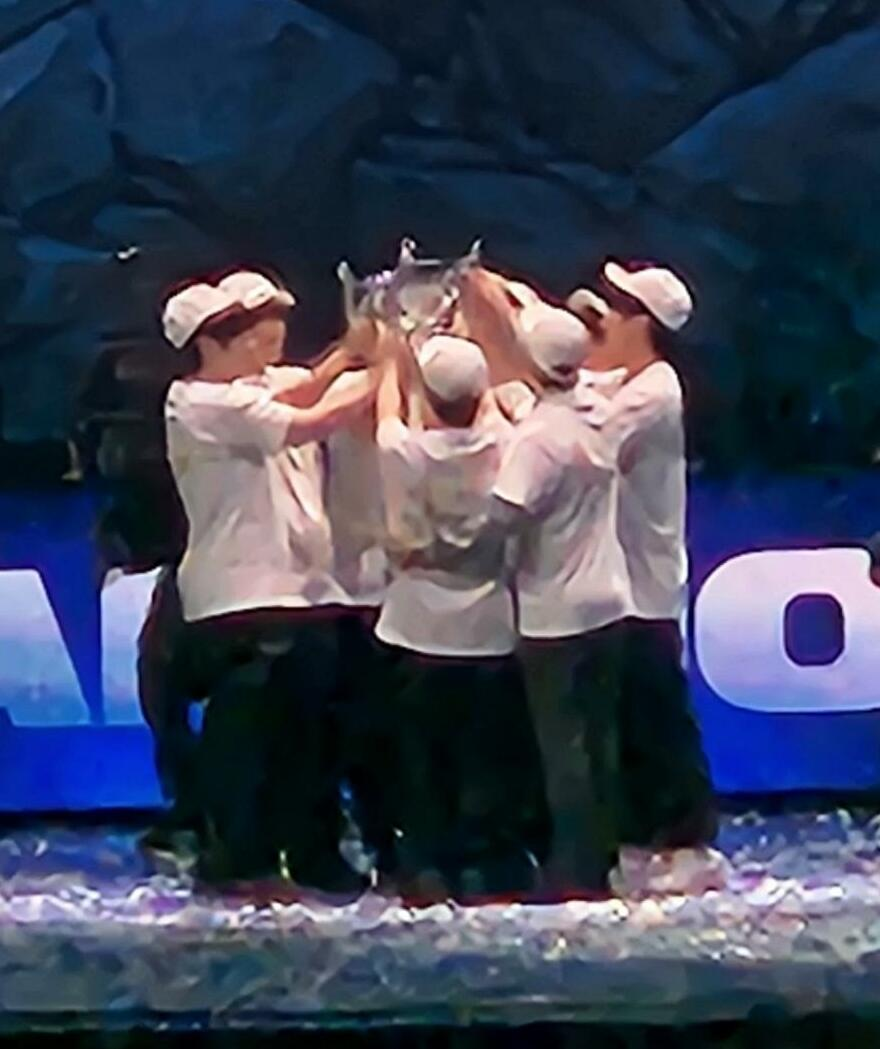
2023 월드 챔피언십 우승 사진.

### 2020
- 로지텍 G 루키 인비테이셔널 2020 준우승
- 2020 롤 더 넥스트 우승
- LCK 아카데미 시리즈 2020 9월 대회 우승
- LCK 아카데미 시리즈 2020 10월 대회 우승

### 2021
- 2021 리그 오브 레전드 챔피언스 코리아 서머 준우승
- 리그 오브 레전드 월드 챔피언십 2021 4강

### 2022
- 2022 리그 오브 레전드 챔피언스 코리아 스프링 우승 (T1)
- 2022 리그 오브 레전드 챔피언스 코리아 스프링 파이널 최우수 선수
- 미드 시즌 인비테이셔널 2022 준우승
- 2022 리그 오브 레전드 챔피언스 코리아 서머 준우승
- 2022 리그 오브 레전드 월드 챔피언십 준우승
- 2022 LCK 어워드 포지션별 올해의 선수
- 2022 LCK 어워드 LG 울트라기어 최다 오브젝트 스틸 플레이어 상
- 2022 LCK 어워드 대머리가 되는 상상
- 2022 e-스포츠 명예의 전당 스타즈
- e-스포츠 명예의 전당 히어로즈

### 2023
- 2023 리그 오브 레전드 챔피언스 코리아 스프링 All-Pro 퍼스트팀
- 2023 리그 오브 레전드 챔피언스 코리아 스프링 준우승
- 2023 리그 오브 레전드 챔피언스 코리아 서머 준우승
- 리그 오브 레전드 월드 챔피언십 2023 우승 (T1)

### 2024
- 리그 오브 레전드 시즌 오프닝 2024 우승
- 리그 오브 레전드 챔피언스 코리아 스프링 2024 All-Pro 세컨드팀(T1)
- 리그 오브 레전드 챔피언스 코리아 스프링 2024 준우승(T1)
- 이스포츠 월드컵 2024 우승 (T1)
- 리그 오브 레전드 월드 챔피언십 2024 우승

### 2025
- 미드 시즌 인비테이셔널 2025 준우승

## 방송 출연 이력
- 2024년 JTBC 《아는형님》

## 영화 출연 이력
- 2024년 《레드불 T1 다큐멘터리: 함께 날아오르다》

## 가족 관계
누나인 문혜진은 치어리더로 활동하고 있다.